# Уичито Стэйт Шокерс (баскетбол)
Уичито Стэйт Шокерс (англ. Wichita State Shockers) — баскетбольная команда, представляющая Уичитский государственный университет в первом баскетбольном мужском дивизионе NCAA. Располагается в Уичито (штат Канзас). Домашние матчи проводит в «Чарльз Коч-арене». Средняя посещаемость домашних игр в сезоне 2012 года составляла 10 391 человек, что являлось 38 результатом среди всех команд страны. Выступает в конференции Missouri Valley.
«Шокерс» 13 раз участвовали в турнире NCAA, дважды доходили до Финала Четырёх, четыре раза до 1/4 финала и шесть раз до 1/8 финала. В 2013 году «Уичито Стэйт» дошла до Финала Четырёх турнира NCAA, обыграв в финале регионального турнира первый номер посева Гонзагу, седьмой номер посева «Огайо Стэйт», 20 номер посева Питтсбург и Ла Селле. В полуфинале команда проиграла лучшей команде турнира «Луисвилл Кардиналс».

## История
Мужская баскетбольная команда в Уичитском государственном университете (известном в то время как Файрмунтский колледж) была основана в 1906 году, а первым тренером команды стал Уиллис Бэйтс. В то время все университетские сборные носили название «Уитшокерс». Первая официальная баскетбольной команды прошла в подвале «Файрмунт-холла», а «Шокерс» проиграли университету Уошборна со счётом 37:10. Всего же в своём дебютном сезоне Уичито одержала две победы.
Начиная с 16 января 1921 года баскетбольная сборная Файрмунтского колледжа стала проводить домашние матчи в только что открытом «Мемориальном гимнастическом зале». В 1926 году арена была переименована в «Гимнастический зал имени Хенриона». В том же году университет был переименован в Муниципальный университет Уичиты, а его спортивные команды стали выступать в Центральной конференции.
Впервые Уичито привлекла к себе внимание за пределами кампуса в 1927 году, когда в команде выступали участники первой всеамериканской сборной Росс Макбёрни и второй сборной Гарольд Рейнольдс. Благодаря их успешному выступлению «Шокерс» закончили сезон с результатом 13-1, завершив сезон на втором месте в конференции, уступив только Государственному университету Питтсбурга.

## Выступления в турнире NCAA
«Шокерс» 16 раз принимали участие в турнире NCAA. Их результат в этом турнире составляет 18 побед и 17 поражений.
| Год  | № посева | Раунд                                                                | Соперник                                                        | Результат/счёт                          |
| ---- | -------- | -------------------------------------------------------------------- | --------------------------------------------------------------- | --------------------------------------- |
| 1964 |          | Второй раунд Элитная восьмёрка                                       | Крейтон Канзас Стэёт                                            | В 84:68 П 93:94                         |
| 1965 |          | Второй раунд Элитная восьмёрка Финал четырёх Игра за третье место    | Южный Методист Оклахома Стэйт УКЛА Принстон                     | В 86:81 В 54:46 П 98:108 П 82:118       |
| 1976 |          | Первый раунд                                                         | Мичиган                                                         | П 73:74                                 |
| 1981 | 6        | Первый раунд Второй раунд 1/8 финала Элитная восьмёрка               | #11 Южный #3 Айова #7 Канзас #1 ЛСЮ                             | В 95:70 В 60:56 В 66:65 П 85:96         |
| 1985 | 11       | Первый раунд                                                         | #6 Джорджия                                                     | П 59:67                                 |
| 1987 | 11       | Первый раунд                                                         | #6 Сент-Джонс                                                   | П 55:57                                 |
| 1988 | 12       | Первый раунд                                                         | #5 Деполь                                                       | П 62:83                                 |
| 2006 | 7        | Первый раунд Второй раунд 1/8 финала                                 | #10 Сетон Холл #2 Теннесси #11 Джордж Мэйсон                    | В 86:66 В 80:73 П 55:63                 |
| 2012 | 5        | Второй раунд                                                         | #12 ВСЮ                                                         | П 59:62                                 |
| 2013 | 9        | Второй раунд Третий раунд 1/8 финала Элитная восьмёрка Финал четырёх | #8 Питтсбург #1 Гонзага #13 Ла Селль #2 Огайо Стэйт #1 Луисвилл | В 73:55 В 76:70 В 72:58 В 70:66 П 68:72 |
| 2014 | 1        | Второй раунд Третий раунд                                            | #16 Кэл Поли #8 Кентукки                                        | В 64:37 П 76:78                         |
| 2015 | 7        | Второй раунд Третий раунд 1/8 финала                                 | #10 Индиана #2 Канзас #3 Нотр-Дам                               | В 81-76 В 78:65 П 70:81                 |
| 2016 | #11      | Первые четыре Второй раунд Третий раунд                              | #11 Вандербильт #6 Аризона #3 Майами                            | В 70:50 В 65:55 П 65:57                 |
| 2017 | #10      | Первый раунд Второй раунд                                            | #7 Дейтон #2 Кентукки                                           | В 64:58 П 62:65                         |
| 2018 | #4       | Первый раунд                                                         | #13 Маршалл                                                     | П 75:81                                 |
| 2021 | #11      | Первые четыре                                                        | #11 Дрейк                                                       | П 52:53                                 |

## Достижения
- Полуфиналист NCAA: 1965, 2013
- Четвертьфиналист NCAA: 1964, 1965, 1981, 2013
- Участие в NCAA: 1964, 1965, 1976, 1981, 1985, 1987, 1988, 2006, 2012, 2013, 2014, 2015, 2016, 2017, 2018, 2021
- Победители турнира конференции: 1985, 1987, 2014, 2017
- Победители регулярного чемпионата конференции: 1964, 1965, 1976, 1981, 1983, 2006, 2012, 2014, 2015, 2016, 2017, 2021